# Plaça de Toros (barri)
El barri de la Plaça de Toros és un barri de la ciutat de Mallorca situat al districte nord que s'estructura entorn de la Plaça de toros de Palma. Limita al nord amb l'Olivera pels carrers de Son Ferragut, Hiroshima, Arxiduc Lluís Salvador i Ignasi Ferretjans; a ponent amb la barriada de Bons Aires per la carretera de Sóller, al sud amb el barri d'Arxiduc pels carrers de Rosselló i Cazador i de Jaume Balmes, i a llevant amb els Hostalets i Son Fortesa per les vies del tren d'Inca i amb Son Oliva per les vies del tren de Sóller i el carrer d'Henri Durant. La meitat sud del barri formà part del projecte d'eixamplament de Palma de Bernat Calvet i Girona.
El principal element de referència de la barriada és la Plaça de Toros i els eixos principals són l'avinguda de Gaspar Bennàzar i el carrer de l'Arxiduc Lluís Salvador.
El barri se situa, principalment, a les terres de l'antiga possessió de Son Brull, però també de la Punta, de Son Oliva i, a l'altra part de les vies del tren de Sóller, de Son Costa.
Com a edificis destaquen el Coliseu Balear, inaugurada el 1929 i feta tota de marès; el col·legi Pius XII, de 1950; els xalets racionalistes de l'avinguda de Gaspar Bennàzar; i Can Alonso, un edifici racionalista de 1937 de Josep Maria Monravà ampliat de Francesc Casas.
El 2018 tenia 15331 habitants.